# San Biagio Platani
San Biagio Platani is een gemeente in de Italiaanse provincie Agrigento (regio Sicilië) en telt 3689 inwoners (31-12-2004). De oppervlakte bedraagt 42,4 km², de bevolkingsdichtheid is 87 inwoners per km².

## Demografie
San Biagio Platani telt ongeveer 1564 huishoudens. Het aantal inwoners daalde in de periode 1991-2001 met 8,3% volgens cijfers uit de tienjaarlijkse volkstellingen van ISTAT.
| Jaar | Inwoneraantal |
| ---- | ------------- |
| 1991 | 4128          |
| 2001 | 3785          |

## Geografie
De gemeente ligt op ongeveer 416 m boven zeeniveau.
San Biagio Platani grenst aan de volgende gemeenten: Alessandria della Rocca, Casteltermini, Sant'Angelo Muxaro, Santo Stefano Quisquina.

## Externe link

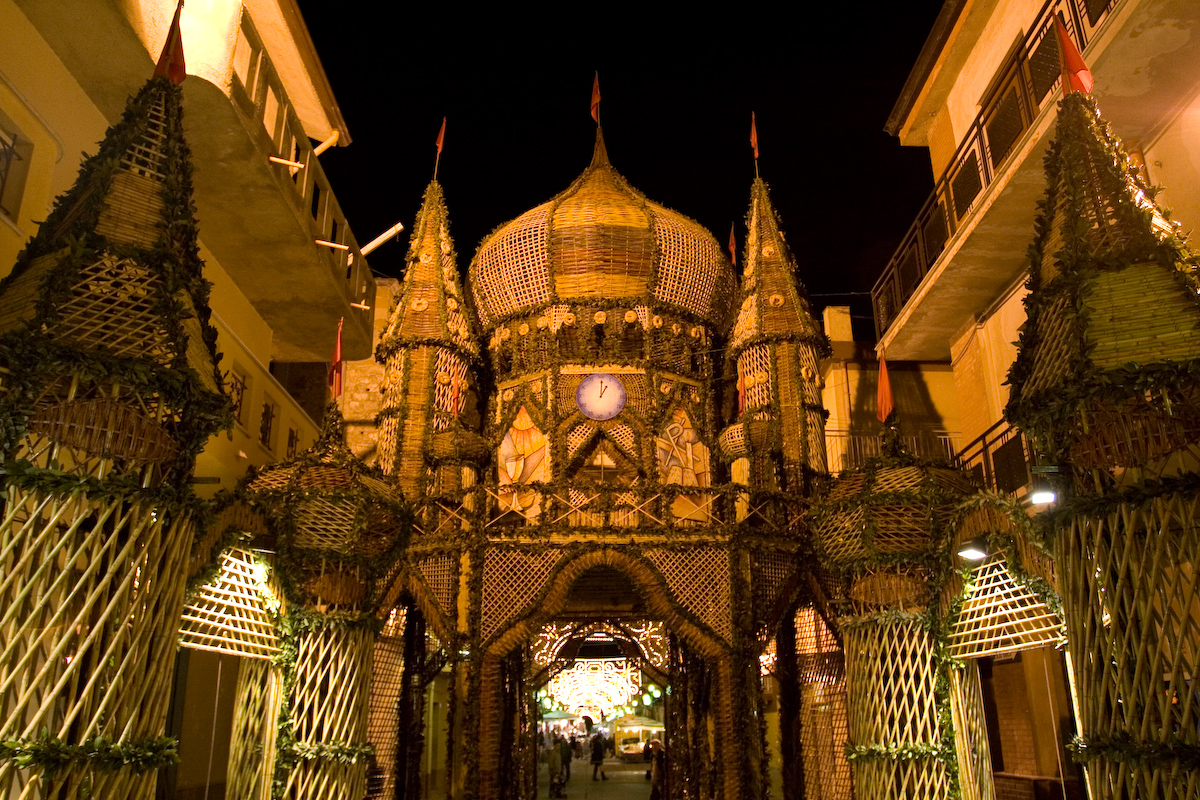
Archi di Pasqua, 2007